# Zedrak

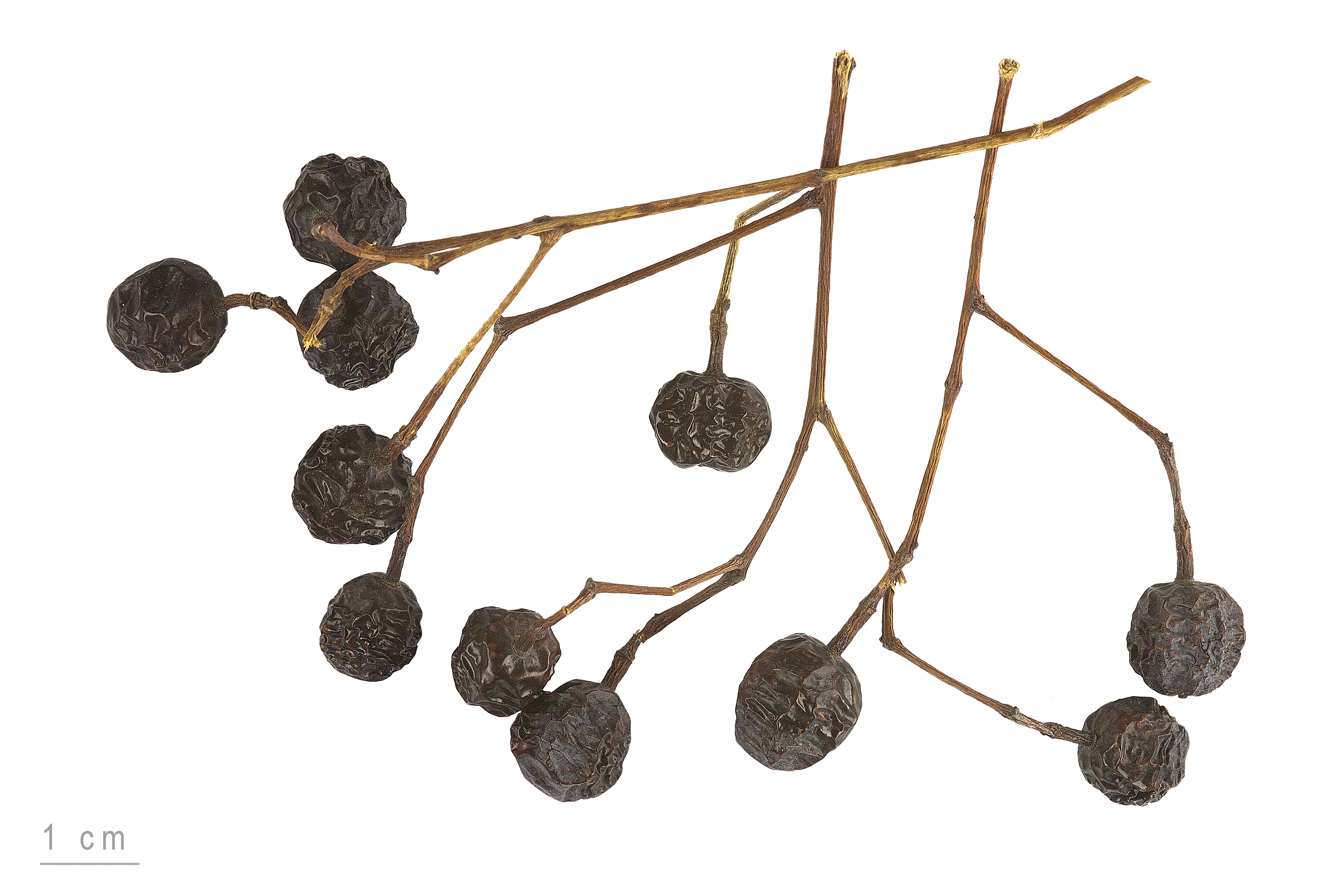
Melia azedarach

Zedrak (Melia azedarach) är ett träd som blir upp till 15 meter högt och blommar med rosa blommor från mars till juni. Zedrak kommer ursprungligen från centrala Asien.

## Utseende
Trädet når vanligen en höjd av 10 till 12 meter och enstaka exemplar kan vara 40 meter höga. Melia azedarach är ett snabbt växande träd som utan översyn bildar täta busksnår. Ett undantag är Australien där zedrak växer glest fördelad.

## Utbredning
Utbredningsområdet sträcker sig från Indien samt centrala och östra Kina till Nya Guinea, Australien och Salomonöarna. Växten odlas i flera delar av regionen och ibland är oklar om den från början var inhemsk. Vilda bestånd hittas i allmänt kulliga områden och i bergstrakter mellan 500 och 2100 meter över havet. I delstaten Himachal Pradesh i Indien når arten 2700 meter över havet. Habitatet varierar mellan fuktiga tropiska skogar och blandskogar där lövfällande träd ingår. Zedrak kan även hittas glest fördelad i ansamlingar av bambu, i trädansamlingar som domineras av tamarind (Tamarindus indica) och i savanner med arter av eukalyptussläktet.
Som introducerad art är zedrak vanlig i Afrika, Nordamerika och Sydamerika.

## Ekologi
Allmänt sker utveckling av blommor och frön under alla årstider. Sedan sprids frön av fåglar. Fröet har bra förmåga att gro i skuggan. Zedrak är tålig för frost när trädet är könsmoget.

## Bevarandestatus
För beståndet är inga hot kända. IUCN listar arten som livskraftig (LC).